# باکجئونگ
| طبقه       | هانگول | هانجا | معنی               |
| ---------- | ------ | ----- | ------------------ |
| یانگبان    | 양반   | 兩班  | نخبگان             |
| جونگین     | 중인   | 中人  | طبقه متوسط بالا    |
| سانگ‌مین    | 상민   | 常民  | طبقه متوسط پایین   |
| چئونمین    | 천민   | 賤民  | عوام               |
| • باکجئونگ | 백정   | 白丁  | نجس‌ها              |
| • نوبی     | 노비   | 奴婢  | برده‌ها (یا رعیت‌ها) |
| ن          |        |       |                    |

باکجئونگ (کره‌ای: 백정) طبقه نجس‌ها در  کره (کشور) بودند، که از برخی اقلیت‌ها، گروه‌های عشایری با قومیت مورد اختلاف نشأت گرفته بودند. در اوایل دوره  گوریو (۹۱۸–۱۳۹۲)، این اقلیت‌ها عمدتاً در جوامع ثابت مستقر شدند.